# Волково (Лычёвская волость)
Волково — деревня в Великолукском районе Псковской области России. Входит в состав Лычёвской волости.

## География
Расположена в центре района к юго-востоку от Великих Лук.

## Население
| 2001 | 2002 | 2010 |
| ---- | ---- | ---- |
| 198  | ↗291 | ↘284 |

Численность населения деревни по состоянию на начало 2001 года составила 198 жителей.